# Arrondissement Mont-de-Marsan
Das Arrondissement Mont-de-Marsan ist ein Verwaltungsbezirk im Département Landes in der französischen Region Nouvelle-Aquitaine.

## Geschichte
Am 4. März 1790 wurde mit der Gründung des Départements Landes auch ein "Distrikt Mont-de-Marsan" gegründet, der in Teilen dem heutigen Arrondissement entsprach. Am 17. Februar 1800 wurde daraus das Arrondissement gegründet.
Mit der Auflösung des Arrondissements Saint-Sever am 10. September 1926 kamen vier Kantone zum Arrondissement Mont-de-Marsan hinzu.

## Geographie
Das Arrondissement grenzt im Norden an die Arrondissements Bordeaux und Langon im Département Gironde, im Osten an das Arrondissement Nérac im Département Lot-et-Garonne, im Südosten an die Arrondissements Condom und Mirande im Département Gers (Okzitanien), im Süden an das Arrondissement Pau im Département Pyrénées-Atlantiques, im Westen an das Arrondissement Dax und im Nordwesten an den Golf von Biskaya.

## Wahlkreise (Kantone)
Im Arrondissement liegen neum Wahlkreise (Kantone):
- Kanton Adour Armagnac
- Kanton Chalosse Tursan
- Kanton Côte d’Argent (mit 6 von 16 Gemeinden)
- Kanton Grands Lacs
- Kanton Haute Lande Armagnac
- Kanton Mont-de-Marsan-1
- Kanton Mont-de-Marsan-2
- Kanton Pays Morcenais Tarusate (mit 6 von 23 Gemeinden)

## Gemeinden
Die Gemeinden des Arrondissements Mont-de-Marsan sind:
| 1. Aire-sur-l’Adour (40001)          | 2. Arboucave (40005)                | 3. Arengosse (40006)              | 4. Argelouse (40008)                |
| 5. Artassenx (40012)                 | 6. Arthez-d’Armagnac (40013)        | 7. Arue (40014)                   | 8. Arx (40015)                      |
| 9. Aubagnan (40016)                  | 10. Audignon (40017)                | 11. Aureilhan (40019)             | 12. Aurice (40020)                  |
| 13. Bahus-Soubiran (40022)           | 14. Banos (40024)                   | 15. Bascons (40025)               | 16. Bas-Mauco (40026)               |
| 17. Bats (40029)                     | 18. Baudignan (40030)               | 19. Belhade (40032)               | 20. Bélis (40033)                   |
| 21. Benquet (40037)                  | 22. Betbezer-d’Armagnac (40039)     | 23. Bias (40043)                  | 24. Biscarrosse (40046)             |
| 25. Bordères-et-Lamensans (40049)    | 26. Bostens (40050)                 | 27. Bougue (40051)                | 28. Bourdalat (40052)               |
| 29. Bourriot-Bergonce (40053)        | 30. Bretagne-de-Marsan (40055)      | 31. Brocas (40056)                | 32. Buanes (40057)                  |
| 33. Cachen (40058)                   | 34. Callen (40060)                  | 35. Campagne (40061)              | 36. Campet-et-Lamolère (40062)      |
| 37. Canenx-et-Réaut (40064)          | 38. Castandet (40070)               | 39. Castelnau-Tursan (40072)      | 40. Castelner (40073)               |
| 41. Cauna (40076)                    | 42. Cazalis (40079)                 | 43. Cazères-sur-l’Adour (40080)   | 44. Cère (Landes) (40081)           |
| 45. Classun (40082)                  | 46. Clèdes (40083)                  | 47. Commensacq (40085)            | 48. Coudures (40086)                |
| 49. Créon-d’Armagnac (40087)         | 50. Duhort-Bachen (40091)           | 51. Dumes (40092)                 | 52. Escalans (40093)                |
| 53. Escource (40094)                 | 54. Estigarde (40096)               | 55. Eugénie-les-Bains (40097)     | 56. Eyres-Moncube (40098)           |
| 57. Fargues (40099)                  | 58. Le Frêche (40100)               | 59. Gabarret (40102)              | 60. Gaillères (40103)               |
| 61. Garein (40105)                   | 62. Gastes (40108)                  | 63. Geaune (40110)                | 64. Geloux (40111)                  |
| 65. Grenade-sur-l’Adour (40117)      | 66. Hagetmau (40119)                | 67. Haut-Mauco (40122)            | 68. Herré (40124)                   |
| 69. Hontanx (40127)                  | 70. Horsarrieu (40128)              | 71. Labastide-Chalosse (40130)    | 72. Labastide-d’Armagnac (40131)    |
| 73. Labouheyre (40134)               | 74. Labrit (40135)                  | 75. Lacajunte (40136)             | 76. Lacquy (40137)                  |
| 77. Lacrabe (40138)                  | 78. Laglorieuse (40139)             | 79. Lagrange (40140)              | 80. Larrivière-Saint-Savin (40145)  |
| 81. Latrille (40146)                 | 82. Lauret (40148)                  | 83. Lencouacq (40149)             | 84. Lesperon (40152)                |
| 85. Liposthey (40156)                | 86. Losse (40158)                   | 87. Lubbon (40161)                | 88. Lucbardez-et-Bargues (40162)    |
| 89. Lüe (40163)                      | 90. Retjons (40164)                 | 91. Luglon (40165)                | 92. Lussagnet (40166)               |
| 93. Luxey (40167)                    | 94. Maillas (40169)                 | 95. Maillères (40170)             | 96. Mano (Landes) (40171)           |
| 97. Mant (40172)                     | 98. Mauries (40174)                 | 99. Maurrin (40175)               | 100. Mauvezin-d’Armagnac (40176)    |
| 101. Mazerolles (40178)              | 102. Mézos (40182)                  | 103. Mimizan (40184)              | 104. Miramont-Sensacq (40185)       |
| 105. Momuy (40188)                   | 106. Monget (40189)                 | 107. Monségur (40190)             | 108. Montaut (40191)                |
| 109. Mont-de-Marsan (40192)          | 110. Montégut (40193)               | 111. Montgaillard (40195)         | 112. Montsoué (40196)               |
| 113. Morcenx-la-Nouvelle (40197)     | 114. Morganx (40198)                | 115. Moustey (40200)              | 116. Onesse-Laharie (40210)         |
| 117. Ousse-Suzan (40215)             | 118. Parentis-en-Born (40217)       | 119. Parleboscq (40218)           | 120. Payros-Cazautets (40219)       |
| 121. Pécorade (40220)                | 122. Perquie (40221)                | 123. Peyre (40223)                | 124. Philondenx (40225)             |
| 125. Pimbo (40226)                   | 126. Pissos (40227)                 | 127. Pontenx-les-Forges (40229)   | 128. Poudenx (40232)                |
| 129. Pouydesseaux (40234)            | 130. Pujo-le-Plan (40238)           | 131. Puyol-Cazalet (40239)        | 132. Renung (40240)                 |
| 133. Rimbez-et-Baudiets (40242)      | 134. Roquefort (40245)              | 135. Sabres (40246)               | 136. Saint-Agnet (40247)            |
| 137. Saint-Avit (40250)              | 138. Sainte-Colombe (40252)         | 139. Saint-Cricq-Chalosse (40253) | 140. Saint-Cricq-Villeneuve (40255) |
| 141. Sainte-Eulalie-en-Born (40257)  | 142. Sainte-Foy (40258)             | 143. Saint-Gein (40259)           | 144. Saint-Gor (40262)              |
| 145. Saint-Julien-d’Armagnac (40265) | 146. Saint-Justin (40267)           | 147. Saint-Loubouer (40270)       | 148. Saint-Martin-d’Oney (40274)    |
| 149. Saint-Maurice-sur-Adour (40275) | 150. Saint-Paul-en-Born (40278)     | 151. Saint-Perdon (40280)         | 152. Saint-Pierre-du-Mont (40281)   |
| 153. Saint-Sever (40282)             | 154. Samadet (40286)                | 155. Sanguinet (40287)            | 156. Sarbazan (40288)               |
| 157. Sarraziet (40289)               | 158. Sarron (40290)                 | 159. Saugnac-et-Muret (40295)     | 160. Le Sen (40297)                 |
| 161. Serres-Gaston (40298)           | 162. Serreslous-et-Arribans (40299) | 163. Solférino (40303)            | 164. Sorbets (40305)                |
| 165. Sore (40307)                    | 166. Trensacq (40319)               | 167. Uchacq-et-Parentis (40320)   | 168. Urgons (40321)                 |
| 169. Vert (40323)                    | 170. Vielle-Tursan (40325)          | 171. Vielle-Soubiran (40327)      | 172. Le Vignau (40329)              |
| 173. Villeneuve-de-Marsan (40331)    | 174. Ychoux (40332)                 | 175. Ygos-Saint-Saturnin (40333)  |                                     |

## Ehemalige Gemeinden seit der landesweiten Neuordnung der Kantone
- Bis 2018: Morcenx, Arjuzanx, Garrosse, Sindères